# I Can Fly
«I Can Fly» —en español: «Yo puedo volar»— es una canción interpretada por la cantante y compositora estadounidense Lana Del Rey. Fue incluida en la banda sonora de Big Eyes. Fue escrita por Del Rey y Rick Nowels quien también trabajó como productor de la pista. La canción se mantuvo en secreto hasta que la película fue presentada a principios de noviembre de 2014. La pista se filtró en el sitio web oficial de The Weinstein Company junto con "Big Eyes" el 3 de diciembre de 2014.

## Antecedentes y composición

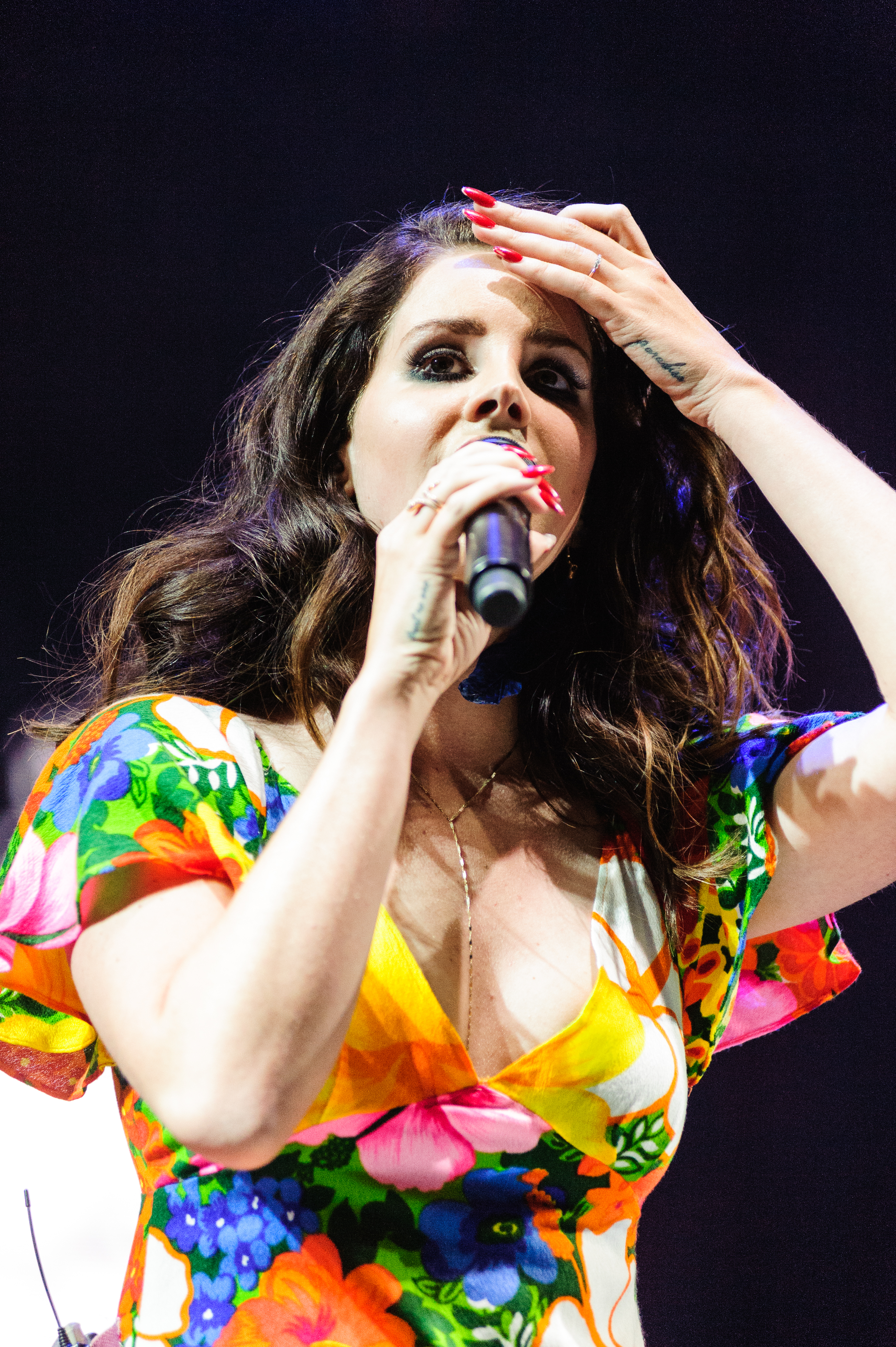
«I Can Fly» fue escrita e interpretada por Lana Del Rey.

La cantante y compositora Lana Del Rey ha confirmado que será parte de la banda sonora para finales de 2014. La banda sonora constaría de dos canciones: «Big Eyes» (que aparece en la mitad de la película) y «I Can Fly» (que rueda durante los créditos). De acuerdo con Larry Karaszewski, uno de los productores de la película:

“Tim le mostró su película y ella se enamoró de ella. Las mujeres en particular parecen conseguir la película, y Lana realmente tiene la película. Todo es acerca de una mujer que no puede encontrar su voz. La canción de Lana expresa lo que Margaret se siente tan perfectamente, que es como un soliloquio de sus pensamientos interiores.”

La obra combina igual que "Big Eyes" baladas de piano minimalista antes de explotar en exuberantes aperturas orquestales, con un canturreo adolorido de Del Rey.

## Promoción
El audio oficial de «I Can Fly» fue subido el 19 de diciembre de 2014 a la cuenta VEVO de YouTube de Del Rey, y desde entonces ha recibido más de 1 500 000 visitas.